# 천이 (생물학)

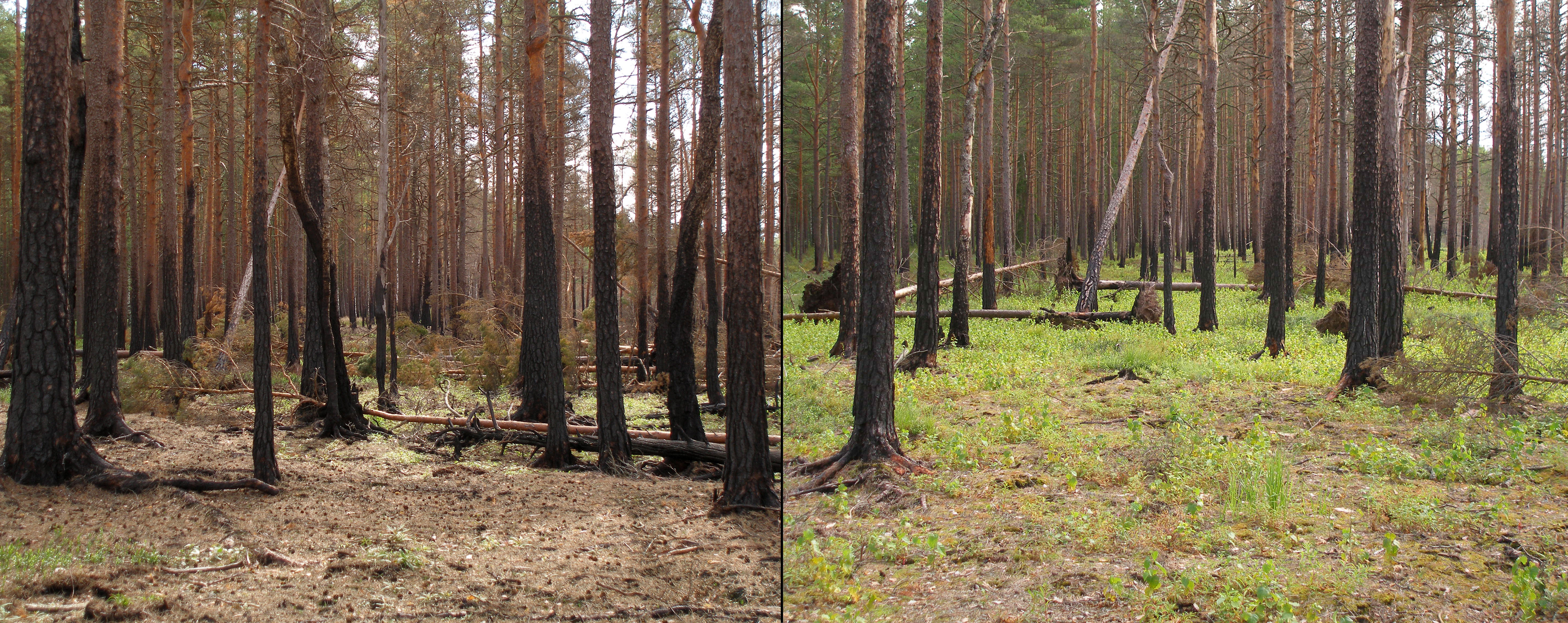
왼쪽 사진은 산불이 나고 한 해가 지난 사진이고, 오른쪽 사진은 두 해가 지난 사진이다. 이렇듯 환경 변화에 따라 생물 군락이 변해 가는 과정을 천이라고 한다.

천이(遷移, succession)는 생물학 분야에서 어떤 생물 군락이 환경의 변화와 시간의 추이에 따라 새로운 식물 군락으로 변해가는 과정을 말한다. 예를 들어 산사태나 홍수가 지나간 곳이나 벌목 등으로 생긴 붉은 맨땅은 방치해 두면 어느새 초본류가 자라며, 나무의 싹도 트게 되어 처음에 생긴 식물 군락은 다른 군락으로 바뀌게 된다.

## 천이의 시작
천이가 어떤 군락에서 시작하는가는 초기 환경 조건에 의해 결정된다. 예를 들면, 화산이 폭발하여 새로 흘러나온 용암·속돌·화산재 등이 퇴적된 곳의 지면에는 죽은 생물체로부터 생기는 유기물이나 식물의 씨 또는 포자가 없을 뿐만 아니라, 토지는 비가 내려도 그것을 흙 속에 저장하는 힘(보수력)이 아주 적으므로 건조하기 쉽다. 따라서, 이와 같은 좋지 못한 환경에서는 한정된 종류의 식물만이 자랄 수 있다. 즉, 용암의 틈새와 같이 습기가 적은 곳에서 자랄 수 있는 것은 소수의 지의류와 이끼류뿐이다. 이와 같이, 용암 등이 퇴적되는 시기에는 초본류나 목본류가 다소 침입하기는 하나, 주로 지의·이끼류가 자라므로, 이 시기를 ‘선태 지의기’라고 부른다. 일반적으로 이 시기의 식물은 포자나 씨가 다른 곳에서 옮겨와 자라므로, 대부분이 날개나 갓털을 이용하여 바람에 날리는 씨를 가지고 있다. 참억새(갓털을 가진 씨), 호장근이나 사방오리(날개를 가진 씨) 등은 초기에 침입하는 종자식물의 예이다. 이러한 초기 식물들은 빗물이나 용암으로부터 녹아나오는 무기 염류를 흡수하여 살아간다. 이와 같은 천이의 첫 번째 식물을 ‘개척자’라고 한다.

## 천이의 진행
초기의 군락은 환경 조건에 따라 달라지는데, 특히 용암 지대의 천이에서는 열이나 빗물에 의한 물리적·화학적인 풍화 작용에 의한다. 즉, 용암이 태양에 의해 데워졌다가 밤에 식게 되면 표면에 작은 틈새가 생긴다. 그 속에 빗물이 들어가거나 녹으면 틈새가 커지게 되어 식물이 쉽게 뿌리를 내릴 수 있다. 또 빗물이 틈새에 들어가면 용암 표면으로부터 무기 염류가 약간 녹아 용암이 풍화되므로 식물이 더욱 쉽게 자랄 수 있게 된다. 그렇지만 이 후에 천이를 진행시키는 원동력은 식물의 반작용이다. 즉, 그 곳에 뿌리를 내린 식물들은 적은 수분과 양분을 이용하여 생장하며 말라죽는 과정을 되풀이하면서 조금씩 부식질을 저장하게 된다. 이러한 과정을 거쳐 식물의 뿌리는 점차 틈새에 깊이 파고들어 그 틈을 넓힘으로써 더욱 자라기 쉬운 환경을 만들게 된다 한편, 부식질이 쌓이면 그것을 먹는 진딧물 등의 토양 동물이나 세균류(박테리아)가 살게 되므로 흙이 조금씩 만들어진다. 그러므로 수분의 양도 전보다 많아져 식물의 생장이 활발해지며, 이에 따라 환경 조건 또한 유리하게 된다.

### 건생 천이와 습생 천이
천이가 시작되는 초기 환경에 따라서 천이는 몇 가지 종류로 나뉜다. 용암 위에서 시작되는 천이는 건조한 환경에서 시작되므로 '건생 천이(건성 천이)'라 하며, 식물 군락이 천이를 시작해서 안정된 군락으로 되기까지의 변천 과정은 '건생 천이 계열'이라고 한다. 이와 반대로 수중 환경에서 시작되는 천이도 있다. 예를 들면, 산사태로 강이 막혀 만들어진 호수라든가 새로 만들어진 댐이나 호수에서 시작되는 천이가 바로 그것인데, 이것을 '습생 천이(습성 천이)'및 '습생 천이 계열'이라 한다. 이러한 곳에는 주변에서 조금씩 흘러들어오는 흙·모래가 퇴적되며, 물 속에는 플랑크톤이나 수초가 들어와 자리잡게 된다. 수초는 그 생활 모습에 따라 부생 식물·침수 식물·부엽 식물·정수 식물 등으로 나뉜다. '부생 식물'이란 수면에 뜬 상태로 살아가는 식물을 말하는 것으로, 개구리밥이나 생이가래 등이 그것이다. '침수 식물'은 통발 등과 같이 몸 전체가 물 속에 잠겨 있는 식물을 말한다. 한편 '부엽 식물'은 순채나 수련처럼 물 밑의 흙 속에 뿌리를 내리고 잎을 수면에 띄우는 식물이며. '정수 식물'은 부엽 식물과 마찬가지로 뿌리는 물 밑의 흙 속에 내리나 줄기나 잎은 수면 위의 공중에 나와 있는 식물로, 검정말이나 부들 등이 속한다. 이러한 식물들이 생장하며 말라죽는 것을 되풀이하므로 물 밑에는 부식질이 쌓이고, 따라서 호소가 얕아져 습원화되므로 결국은 새로운 식물로 바뀌게 된다. 이와 같은 육지화가 더 진행되면 식물 군락은 관목으로 천이되는데, 이때 천이를 진행시키는 원동력은 바로 식물의 반작용이다.

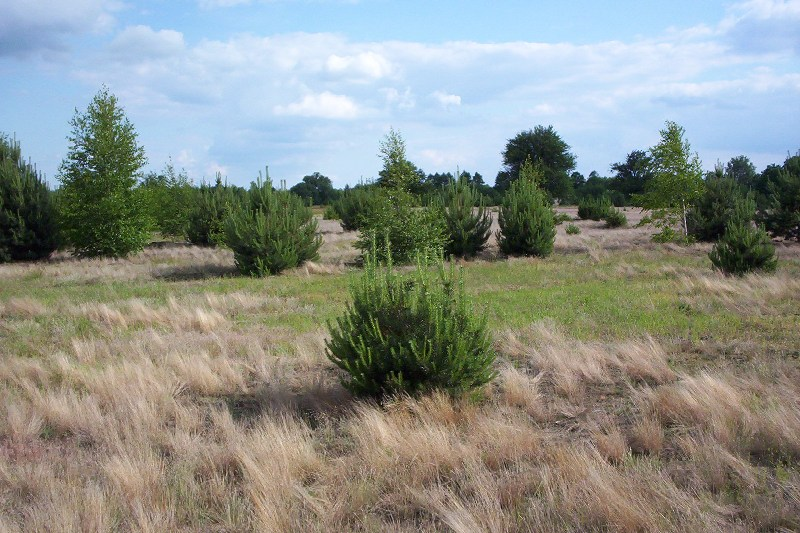
2차 천이:목본류가 경작하지 않는 초원을 잠식해 오고 있다.

### 1차 천이와 2차 천이
식물에서 만들어진 유기물이 전혀 존재하지 않는 환경에서 시작되는 천이를 '1차 천이'라고 하며, 그 계열을 '1차 천이 계열'이라 한다. 앞에서 설명한 용암 위에서의 건생 천이는 1차 천이의 좋은 예이다. 이에 대해서 유기물이 있는 환경에서 시작되는 천이는 '2차 천이'라고 하며, 그 계열을 '2차 천이 계열'이라고 한다. 그러나 1차 천이와 2차 천이는 정확히 구별되지 않는 경우도 있다. 예를 들어, 습생 천이에서는 약간의 유기물이 물과 물 밑의 흙탕에 포함되어 있지만 보통 1차 천이에 포함시킨다. 한편. 2차 천이의 좋은 예는 경작을 중지한 밭이나 산불이 난 자리에서 시작되는 천이이다. 이러한 곳의 토양에는 식물에서 만들어진 유기물이 포함되어 있을 뿐만 아니라 여러 식물의 씨도 들어 있어서 1차 천이보다 쉽게 식물의 침입이 일어나므로, 천이는 1차 천이의 초기 단계를 넘어선 초원에서부터 시작된다. 이 시기에는 귀화 식물이 일시적으로 군락의 우점종이 되는 경우가 많다. 우리 나라의 귀화식물은 개망초·개자리·미루나무·아카시아 등인데, 이들은 다음 시기에 재래 식물 군락으로 바뀌며 이어 관목 군락으로 천이되어 간다.

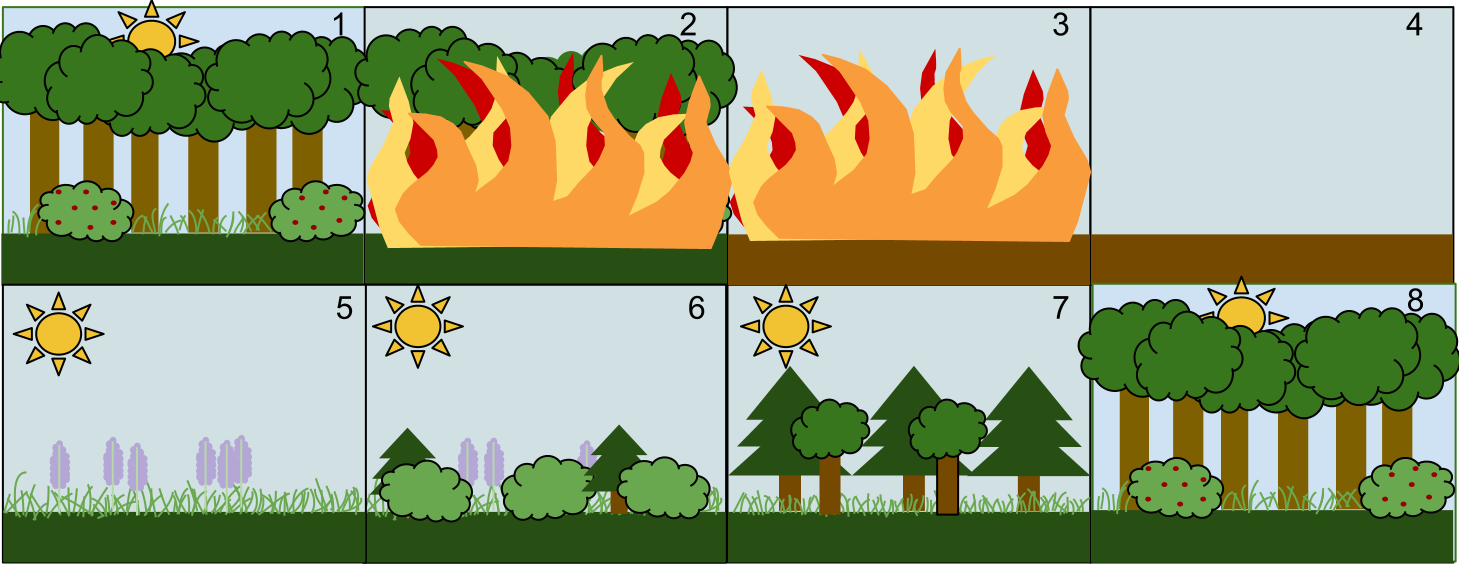
2차 천이

## 천이와 물질의 생산·축적
식물은 대기 중의 이산화탄소와 뿌리에서 흡수한 물을 원료로 하고 태양 에너지를 이용하여 탄수화물을 합성한다. 또한, 뿌리에서 흡수한 무기염류(질소·인·칼륨·황·철·마그네슘·염소 등)와 탄수화물을 결합시켜 식물체 안의 원형질을 만들어내기도 한다. 이와 같은 물질 생산은 식물의 생활을 유지시켜줄 뿐만 아니라, 식물을 먹는 초식 동물과 그 동물을 먹는 육식 동물, 또 토양 속의 유기물을 먹고 사는 지렁이나 진딧물·곰팡이·세균류 등의 토양 생물을 존속시켜주고 있다. 천이 초기의 군락에서는 식물체가 작고 성글어 물질 생산량이 적지만 생산된 유기물은 모두 식물체를 이루게 된다. 그 후 유기물의 일부는 떨어진 낙엽이나 나뭇가지에 의해 흙으로 되돌아가고, 또 일부는 동물에게 먹혀 그 몸을 만들게 된다. 이렇게 하여 적은 양이지만 생태계에 꾸준히 유기물이 축적되므로 환경이 변화되어 천이가 진행되는 것이다. 천이가 초본기에서 관목 군락기·양수림기로 진행됨에 따라 순생산량은 증가하여 식물의 뿌리·줄기, 잎의 형태로 축적되며, 그 생물량(현존량)도 증가하므로 군락의 높이는 점차 높아진다. 한편, 축적되어 있는 물질의 일부와 그 해에 생산된 물질의 일부는 동물에게 먹히며, 또 일부는 낙엽·낙지가 되어 땅으로 되돌아가 토양 생물에 의해 분해된다. 유기물이 분해되면 탄수화물은 물과 이산화탄소가 되고 무기 염류는 토양에 들어가서 다시 뿌리로부터 식물체 안으로 흡수된다. 천이 도중에는 생산된 물질 중 동물에게 먹히는 양과 말라죽는 양이 적어서 그만큼 축적되므로 군락의 생물량은 더욱 커지게 된다. 그러나 극상에 이르면 그 순생산량이 말라죽는 양과 동물에게 먹히는 양을 더한 것과 거의 같게 되므로 군락은 더 이상 커지지 않는다. 또한, 죽은 생물체가 분해되는 양도 말라죽는 양과 거의 비슷하므로, 무기 염류는 식물체 ,죽은 동식물체·토양 사이를 과부족 없이 순환하게 된다. 따라서, 극상 군락이란 식물의 종류가 더 이상 교체되지 않는 안정된 군락을 말하는 것으로, 이 때에는 물질 생산·축적·고사(말라죽음)의 순환이 평형 상태에 도달하게 된다. 한편, 1년마다의 생산량과 고사량은 일정하지 않지만, 그것은 극상의 평균 상태를 크게 벗어나지 않는 상태에서 변동되므로, 장기적으로는 평형 상태를 유지하게 된다. 풀을 베는 초원의 참억새 군락은 해마다 풀을 벤다는 조건 아래에서 안정되는데, 이것은 식물(주로 참억새)의 순생산량이 베는 양과 말라죽는 양을 더한 값과 일치한다는 것을 의미한다. 또한 방목으로 안정되어 있는 잔디 군락에서도 띠와 마찬가지로 식물(주로 잔디)의 순생산량이 가축에게 먹히는 양과 말라죽는 양을 더한 값과 일치하므로 안정이 유지된다. 이러한 곳에서 풀베기나 방목을 중지한다면 곧 천이가 시작되어 목본 군락으로 교체될 것이다.

## 숲의 천이

### 한국 숲의 천이
한국에서 경작하던 밭이나 논을 그냥 두면 망초, 개망초, 뚝새풀, 꽃다지, 바랭이와 같은 한해살이풀들이 제일 먼저 자리 잡는다. 그리고 이듬해부터는 쑥, 토끼풀, 억새, 쇠뜨기처럼 여러해살이풀들이 자라며, 차츰 한해살이풀들을 몰아낸다. 이후에는 작은 키를 가진 나무들이 자라는데, 싸리나무류나 찔레나무, 진달래와 관목들이 자란다. 그 다음은 소나무가 나타나기 시작하고, 몇 년 사이에 숲은 온통 소나무 숲을 이룬다. 다시 소나무는 그늘에서도 자라는 단풍나무와 참나무류에게 자리를 내어주지만, 참나무류도 영원하지 않다. 참나무 숲 그늘 밑에서 서어나무나 박달나무가 참나무보다 더 높이 솟아오르는데 이러한 숲을 극상림이라고 부른다. 숲의 이러한 발달은 100년에서 200년에 걸쳐 일어나는 긴 과정이다.